# آرتاک شابویان
آرتاک گئورگی شابویان (ارمنی: Արտակ Գևորգի Շաբոյան؛  زادهٔ ۱۵ آوریل ۱۹۷۵) سیاستمدار اهل ارمنستان است که از تاریخ ۲ مارس ۲۰۱۰ تا تاریح سمت ریاست کارگروه دولتی برای حمایت از رقابت‌های اقتصادی جمهوری ارمنستان را برعهده داشت.

## زندگی‌نامه
وی در ۱۵ آوریل ۱۹۷۵ در ایروان به دنیا آمد و از دانشگاه دولتی اقتصاد ارمنستان فارغ‌التحصیل گشت. همچنین برندهٔ جوایزی همچون نشان آنانیا شیراکاتسی (۲۰۱۳) و مدال قدردانی (جمهوری قره‌باغ کوهستانی) (۲۰۱۷) شده است.

## یادداشت
1. ↑  ՀՀ Տնտեսական մրցակցության պաշտպանության պետական հանձնաժողովի նախագահ
2. ↑  Տնտեսագիտության թեկնածու